# Запятая сверху справа
Запятая сверху справа (◌̕), также кличка (чеш. klička) или малый гачек (чеш. malý háček) — диакритический знак, являющийся формой гачека; также используется в романизации ISO 9984.

## Использование
Кличка используется вместо гачека у строчных букв ď, ť, ľ и заглавной буквы Ľ для экономии места. Кличка имеет форму апострофа, но при этом, как правило, тоньше, у́же и сильнее прилегает к букве. У заглавных Ď и Ť не используется, хотя раньше это было распространено в машинописных текстах. Научная энциклопедия Отто использует название «кличка» для гачека в целом.
В романизации грузинского письма ISO 9984 запятая сверху справа обозначает придыхательные согласные: თ — t̕, ფ — p̕, ქ — k̕, ჩ — č̕, ც — c̕.

## Кодировка
В Юникоде чешская и словацкая кличка не считается отдельным диакритическим знаком, и при декомпозиции представляется обычным гачеком, U+030C ̌ combining caron.
| Базовая буква | Заглавная  | Строчная   |
| ------------- | ---------- | ---------- |
| D             |            | ď (U+010F) |
| T             |            | ť (U+0165) |
| L             | Ľ (U+013D) | ľ (U+013E) |

Унификация клички и гачека может создавать трудности в случае, если необходимо изобразить буквы d, t, l, L с обычным гачеком: из-за нормализации Юникода ввести их с помощью комбинируемого гачека не получится, так как сочетание буквы и гачека будет заменено на готовый символ с гачеком.
| l      |
| U+006C |

| ̌       |
| U+030C |

| ľ      |
| U+013E |

Впрочем, обойти нормализацию можно с помощью комбинируемого объединителя графем U+034F ͏ combining grapheme joiner (вопреки названию, он делает прямо противоположное).
| l      |
| U+006C |

| ͏       |
| U+034F |

| ̌       |
| U+030C |

| l͏̌                    |
| U+006C U+034F U+030C |